# Margarosticha aurantifusa
Margarosticha aurantifusa là một loài bướm đêm trong họ Crambidae.